# ナカセケ県

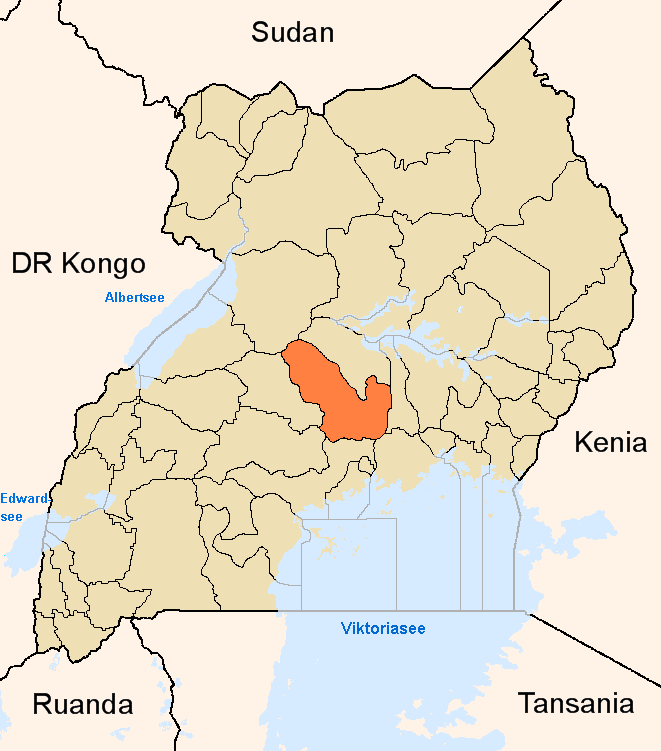
2001年から2005年のルウェロ県、西部がナカセケ県

ナカセケ県 (ナカセケけん、Nakaseke District) はウガンダ南西部、ブガンダ北部の県。2005年にルウェロ県の西部のナカセケ郡が分割され設置された。北部はブニョロからブガンダに奪われたムベンデ地方の東部である。面積は 3472.2 km²で、ナカセケ郡に県庁所在地のブタラングTCを含め9つの副郡と48教区が置かれている。2002年の国勢調査人口は 137,278 人。知事に相当する第5地域議会 (LC5) 議長はコーム・イグナチウス・キワヌカ。
国民抵抗軍 (NRA) に早くから支配された地域でヨウェリ・ムセベニ政権の地域議会 (LC) システムの前身の抵抗議会 (RC) システムが先行的に運営された。

## 隣接する県
北東にナカソンゴラ県、南にワキソ県、南西にミティアナ県、西にキボガ県、北西にカフ川を挟みブニョロのマシンディ県と接する。
- ナカソンゴラ県
- ルウェロ県
- ワキソ県
- ミティアナ県
- キボガ県
- キャンクァンジ県
- マシンディ県

## 脚註
1. 1 2 3  NAKASEKE DISTRICT LOCAL GOVERNMENT Five-Year 2007-2012 Orphans and other Vulnerable Children INTEGRATED STRATEGIC PLAN, Jan 2008.